# Tuwagoetobi
Tuwagoetobi is een bestuurslaag in het regentschap Flores Timur van de provincie Oost-Nusa Tenggara, Indonesië. Tuwagoetobi telt 1746 inwoners (volkstelling 2010).